# فرانك إتش ريد
فرانك إتش ريد (بالإنجليزية: Frank H. Reid)‏ هو مدرس أمريكي، ولد في 1844 في إلينوي في الولايات المتحدة، وتوفي في 20 يوليو 1898 في سكاغواي في الولايات المتحدة.